# Henry Manne
Henry Girard Manne (* 10. Mai 1928 in New Orleans; † 17. Januar 2015) war ein US-amerikanischer Jurist und Professor an der George Mason University. Er gilt als einer der Vordenker und namhaftesten Vertreter der ökonomischen Analyse des Rechts.

## Werdegang
Manne studierte bis 1950 Wirtschaftswissenschaften an der Vanderbilt University. Das Studium schloss er mit dem akademischen Grad eines Bachelor of Arts ab. 1952 wurde er an der University of Chicago zum Juris Doctor und 1966 an der Yale University zum Doctor of Juridical Science (J.S.D.) promoviert. Ab 1971 war Manne Professor für Recht und Politikwissenschaft an der University of Rochester. 1974 wechselte er an die University of Miami und 1980 an die Emory University. 1986 nahm er schließlich einen Ruf an die George Mason University an, wo er als Dekan eine thematische Neuausrichtung der juristischen Fakultät auf die ökonomische Analyse des Rechts vornahm.
1987 erhielt Manne von der Seattle University und der Universidad Francesco Marroquin in Guatemala ehrenhalber den akademischen Grad eines Legum Doctor (LL.D.).
1999 wurde Manne emeritiert. Zuletzt war er Adjunct Scholar des Cato Institute.

## Wissenschaftliche Positionen
Dem Fachpublikum außerhalb der Vereinigten Staaten war Manne in erster Linie durch seine Haltung zum Insiderhandel und durch das Schlagwort des „Marktes für Unternehmenskontrolle“ (market for corporate control) bekannt.
Manne sprach sich ähnlich wie Milton Friedman, Daniel Fischel und Frank H. Easterbrook dezidiert gegen ein Verbot des Insiderhandels aus. Seiner Auffassung nach sind Wertpapiergeschäfte auf Grundlage nichtöffentlicher Informationen den Anlegern förderlich, da die neuen Informationen auf diese Weise schneller als bei einem Verbot von Insidergeschäften in den Marktprozess einfließen würden, wodurch sich die Informationseffizienz des Marktes erhöhe.
Die Theorie des „Marktes für Unternehmenskontrolle“ bietet eine Antwort auf die (in ihrer Zielsetzung nicht unumstrittene) Frage, wie sichergestellt werden kann, dass das Management einer börsennotierten Aktiengesellschaft in erster Linie das Wertschöpfungsinteresse der Aktionäre und nicht eigene Belange oder Interessen der Arbeitnehmer oder der Öffentlichkeit verfolgt. Manne betonte in diesem Zusammenhang die Macht des Kapitalmarkts, der sich disziplinierend auf die Verwaltung der Aktiengesellschaft auswirke: Fehlverhalten, also nicht auf das Aktionärsinteresse verpflichtetes Handeln des Managements führe zur Desinvestition vieler Aktionäre und damit zum Absinken des Börsenkurses der Aktien der Gesellschaft. Dadurch werde die Gesellschaft Kandidat für eine (feindliche) Übernahme durch ein anderes Unternehmen, in deren Folge das derzeitige Management ausgewechselt werden würde. Manager seien deshalb aus wohlverstandenem Eigeninteresse in erster Linie darauf bedacht, die Gesellschaft im Interesse der Anleger zu führen.